# Tölt

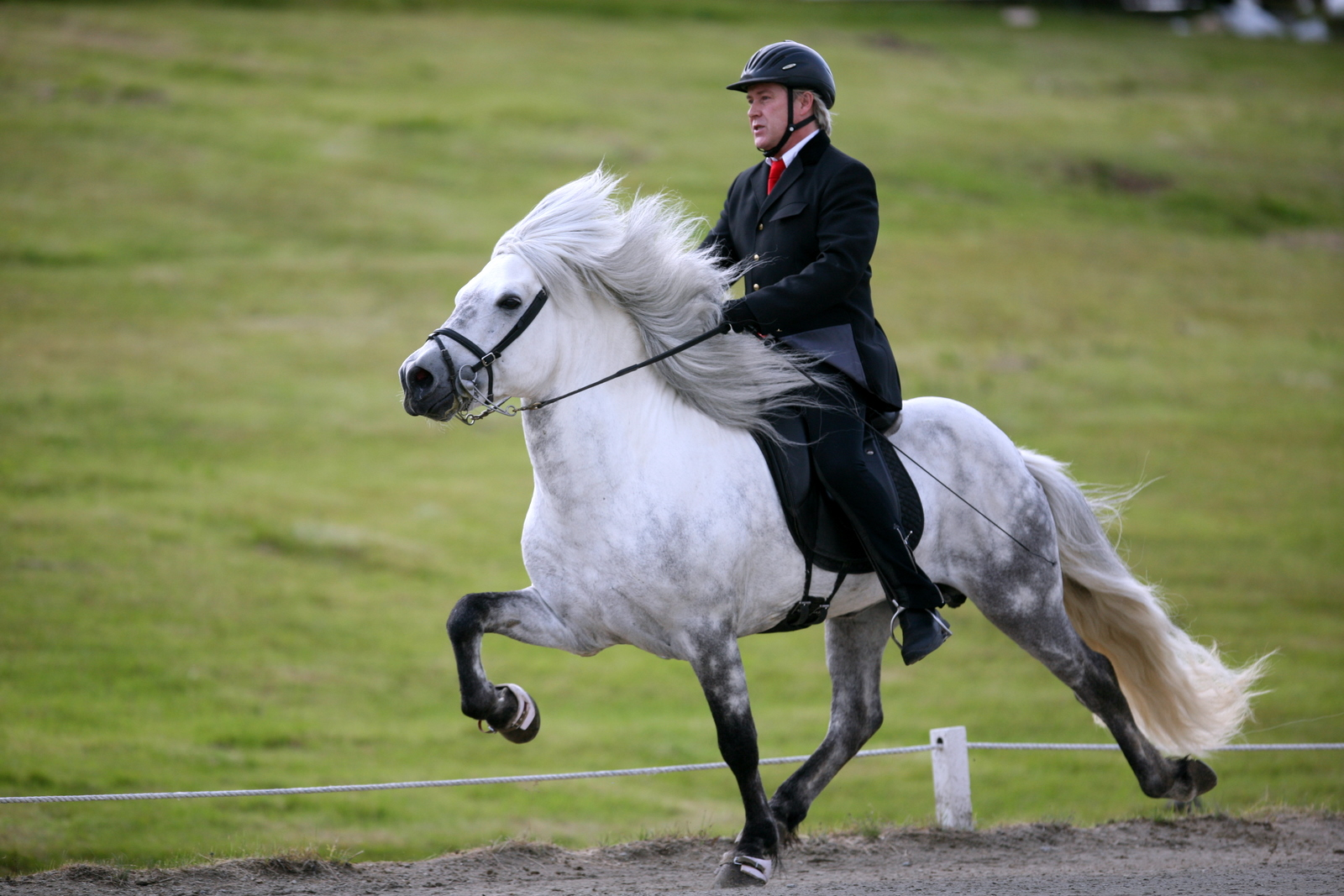
Caballo islandés desplazándose al Tölt.

El Tölt (también escrito toelt) es una marcha natural de algunas razas de caballos. Se trata de una variante de la ambladura normal de dos tiempos en la que pueden contarse cuatro tiempos. Cuando se desplaza en ese aire llamado Tölt, el caballo tiene siempre un pie en contacto con el suelo.
Se trata de una marcha rápida, muy cómoda para el jinete y bastante descansada para el caballo. Al no desplazarse demasiado el centro de gravedad verticalmente, el consumo de energía es muy reducido y puede mantenerse por periodos prolongados. La raza más famosa que cuenta con el Tölt de manera natural es la del caballo islandés. También disponen de este aire el caballo Rocky Mountain y el caballo Aegidienberger.